# Jacqui Naylor
Jacqui Naylor (* in den 1960er Jahren in Saratoga, Kalifornien, USA) ist eine US-amerikanische Singer-Songwriterin zwischen Jazz und Pop, die in San Francisco lebt und neben kontinuierlichen Veröffentlichungen und weltweiten Auftritten durch ihre Methode „Acoustic Smashes“ bekannt wurde.

## Leben und Wirken
Naylor wuchs mit sechs Geschwistern in Saratoga auf. Ihre Eltern sammelten antiquierte mechanische Musikautomaten des frühen 20. Jahrhunderts und alte Jazz-Schallplatten. Sie nahm nach der Highschool in den 1980er Jahren ein wirtschaftswissenschaftliches Studium an der San Francisco State University auf, das sie 1991 mit einem Bachelor in Marketing abschloss. Sechs Jahre arbeitete sie als Marketingleiterin für den Modedesigner Lat Naylor, den sie zwischenzeitlich heiratete. Bereits während des Studiums löste das Album Sarah Vaughan Sings George Gershwin bei ihr eine verstärkte Beschäftigung mit den Möglichkeiten des vokalen Jazz aus. Nebenbei nahm sie von 1991 bis 1996 Gesangsunterricht bei Faith Winthrop. Praktische Erfahrung erwarb sie als Solistin des Sacred Heart Gospel Chors. Einen einjährigen Marketing-Fortbildungsaufenthalt 1996 in New York City nutzte sie nebenher für weitere musikalische Ausbildung. Bei ihrer Rückkehr nach Kalifornien 1997 machte sie die Musik entschlossen zu ihrer beruflichen Priorität. Mit ihrem Ökonomiestudium im Rücken gründete sie zeitgleich ihr eigenes Plattenlabel Ruby Star Records und sorgte dafür, dass dessen Produktionen in ganz Nordamerika durch den Vertrieb Ryko Distribution erhältlich waren.
1999 kam ihr erstes Album mit dem schlichten Titel Jacqui Naylor heraus. In etwa zweijährigem Abstand folgten weitere Alben, zuletzt 2005 das Live-Doppelalbum Live East-West: Birdland/Yoshi's. Aufnahmeorte waren das Yoshi’s in Oakland (Kalifornien) und der Birdland Club in New York City. Das Album enthielt wie die vorher Jazzstandards neben eigenen Songkompositionen, vor allem aber Anfänge ihrer bekanntgewordenen Spezialität des „akustischen Zertrümmerns“ (acoustic smashing). Gemeint ist, zwei Lieder aus unterschiedlichen Genres zu einem zusammenzumixen, also etwa „My Funny Valentine“ zusammen mit „Back in Black“ von AC/DC. Die Band spielt den einen Song, während sie den anderen singt. Ab Color Five (2006) kamen zwei weitere Alben in jährlichem Turnus, Smashed For The Holidays 2007 und You Don't Know Jacq 2008. Zuletzt erschien 2011 das Album Lucky Girl. Dessen 15 Songtitel wurden von 90 Freunden und Fans aus 25 live vorgeführten ausgewählt.
Erstmals eine Video-DVD legte sie 2012 unter dem Titel Lucky Girl - A Portrait of Jacqui Naylor vor. Der Dokumentarfilm der Autorenfilmer Marcelina Cravat und Jules Kobelin entstand mit Aufnahmen aus zweijähriger gelegentlicher Begleitung der Musiker auf Touren, darunter Gigs im Seattler Club Jazz Alley, dem Rrazz Room in San Francisco und im Istanbul Jazz Center. Neben Aufnahmen von Auftritten, Songwriting-Sessions und Backstage-Momenten enthält die Porträt-Dokumentation Interviews mit langjährigen Bandmitgliedern und Freunden der Musikerin, zeigt sie als praktizierende Buddhistin und Lokalpatriotin San Franciscos.
Tourneen führten sie über die USA und Kanada hinaus nach Japan und in die meisten west- und südeuropäischen Länder. Darunter waren die Jazzclubs Ronnie Scott’s in London, Blue Note in New York City, das Jamboree in Barcelona, weitere Blue Note Clubs in Mailand und Tokyo, der Münchner Jazzclub Unterfahrt sowie das Women in Jazz Festival in Halle an der Saale.
Ihre musikalische Ausrichtung als Singer-Songschreiberin pendelt zwischen Jazzstandards, Blues, Folkrock, Soul und Pop. Sie lässt sich kaum festlegen, da sie ständig Genre-Begrenzungen aufsprengt und Stücke gegen den Strich bürstet. Der Musikjournalist Alex Henderson nennt als ihre Einflüsse Billie Holiday, June Christy und Nina Simone, Natalie Merchant, Carole King und Sheryl Crow. Zudem leitet sie ihr Jacqui Naylor Quartet mit Art Khu (Piano, Orgel, Rhodes, Gitarren), Jon Evans (Bass, Perkussion) und Josh Jones (Schlagzeug und Perkussion).

## Diskografische Anmerkungen
Alben unter eigenem Namen
- The Long Game, 2020
- Lucky Girl, 2011[10]
- You Don't Know Jacq[11], Ruby (US), 2008, Wave Music 2009 (Europa)
- Smashed For The Holidays, 2007
- Color Five, 2006
- Live East-West: Birdland/Yoshi's, 2005 (2 CDs)
- Shelter, 2003
- Live At The Plush Room, 2001
- Jacqui Naylor, 1999

DVDs, Videos
- Lucky Girl - A Portrait of Jacqui Naylor, DVD 2012